# Rhododendron arboreum
Rhododendron arboreum, també conegut com a burans, laligurans o simplement gurans (nepalès: गुराँस) al Nepal, és un arbust o arbre de port petit de fulla perenne amb una vistosa floració vermella del gènere Rhododendron. L'arbre és originari del Bhutan, la Xina, l'Índia, Myanmar, Nepal, Sri Lanka, Pakistan i Tailàndia. La flor de l'arbre és la flor nacional del Nepal, així com de l'estat indi de Nagaland. L'arbre en sí és l'arbre de l'estat indi de Uttarakhand.

## Descripció
En alguns espècimens s'han arribat a registrar alçades de fins a 20 metres, tot i que normalment assoleix els 12 metres. Un espècimen de Rhododendron arboreum té el rècord Guiness de rododendre més gran del món, concretament un arbre de Kohima (Nagaland, Índia) amb 33 metres d'alçada; aquesta mesura fou presa en el moment del descobriment i, per tant, s'estima que actualment és encara més alt.
La floració d'aquests arbres es produeix a principis o mitjan primavera. Els arbres produeixen cúmuls de 15 a 20 flors en forma de campana d'uns 5 centímetres d'ample i entre 3 i 5 de llarg. La coloració d'aquestes flors és vermella, rosa o blanca. Les flors presenten bosses de nèctar negre i taques del mateix color a l'interior.
A principis i mitjans de la primavera, es produeixen tonalitats de 15-20 flors en forma de campana, de 5 cm d'amplada per 3–5 cm de llarg i 3,5 cm de llargada en vermell, rosa o blanc. Tenen bosses de nèctar negre i taques negres al seu interior. Les fulles són d'un color verd fosc i fan entre 7 i 19 centímetres de llarg i presenten un revestiment platejat o marronós que recorda al pèl.

## Cultiu i usos
El Rhododendron arboreum prefereix sòls humits i ben drenats, àcids i rics en humus. La posició ideal és a mitja ombra. Pot ser plantat en jardins associat amb altres arbres tot i que s'ha de situar en llocs poc ventosos per a protegir les fulles.
Suposadament, les flors seques de R. arboreum són altament eficaces per a tractar diarrees i la disenteria. Les fulles joves poden provocar intoxicacions en grans quantitats; aplicades al front poden alleujar el mal de cap. En zones muntanyoses, les flors de l'arbre, d'un sabor dolç, s'empren per a la preparació de melmelades, gelea i refrescos. Aquestes begudes elaborades amb les flors són refrescants i ajuden a combatre la hipertensió. El suc de les fulles s'usa també per a eliminar puces en llits i robes. La fusta del rododendre d'usa com a combustible o per a fer carbó.

## Subespècies i cultivars
- Rhododendron arboreum de Fyson
- Rhododendron arboreum subsp. cinnamomeum; les fules presenten el revestiment de color canyella o marró.
- Rhododendron arboreum subsp. zeylanicum; és una subespècie rara dels altiplans de Sri Lanka, anomenada així per Zeilan, el terme que empraven els comerciants àrabs per a referir-se a Sri Lanka.
- Rhododendron arboreum subsp. cinnamomeum var. album; presenta flors blanques amb petits punts vermells a la superfície interior dels pètals.
- Rhododendron arboreum subsp. delavayi; presenta flors vermelles.
- Rhododendron arboreum Sm. subsp. nilagiricum (Zenker) Tagg; originària de Tamil Nadu (Índia).

## Vulnerabilitats
Els rododendrons són susceptibles a diferents espècies de la família Curculionoidea, als aleiròdids, diferents espècies de la família Cicadellidae; Tingidae i Coccoidea. També són susceptibles a les erugues, pugons, fongs del gènere Armillaria i a les agalles, així com a cloròsi induïda per la deficiència de ferro o magnesi.